# Louis François de Boufflers
Louis François, Duque de Boufflers (Crillon, 10 de janeiro de 1644 - Fontainebleau, 22 de agosto de 1711), entrou para o exército francês em 1662, participando da Guerra Franco-Holandesa (1672-1678) e da Guerra da Grande Aliança (1688-1697). Feito marechal em 1693, era um especialista nas guerras de posição do seu tempo, tendo se destacado na defesa de Namur, que resistiu por três meses a um cerco inclemente dos holandeses. O fim da sua carreira se deu no curso da Guerra de Sucessão Espanhola, onde se destacou em dois eventos notáveis. O primeiro foi a defesa da praça fortificada de Lille, que resistiu por três meses contra os 100 000 homens comandados por Eugênio de Savoia e por John Churchill, 1.° Duque de Marlborough. Embora forçado a abandonar a praça, o fez de forma honrosa, tendo frustrado os planos aliados para aquele ano (1708). No ano seguinte, durante a batalha de Malplaquet, quando o Duque de Villars foi ferido, assumiu o comando das forças francesas e foi o responsável por conduzi-las em segurança a uma nova posição, impedindo que os aliados tirassem proveito da vitória tática.